# Новосельское (Марксовский район)
Новосельское — село в Марксовском районе Саратовской области, в составе Осиновского муниципального образования.

## География
Село находится на расстоянии примерно 21 километр по прямой на юг-юго-восток от районного центра города Маркс.

## Население
Постоянное население составляло 6 человек в 2002 году (русские 33%, казахи 67%) ,  4 в 2010 году.